# Třída Bay (1999)
Třída Bay je třída australských hlídkových lodí australské celní a pohraniční stráže (Australian Customs and Border Protection Service – ACBPS). Mezi jejich hlavní úkoly patří hlídkování, potlačování ilegální imigrace a pašování narkotik, nebo mise SAR. Austrálie získala celkem osm jednotek této třídy. Ve službě je zčásti nahradila nová plavidla třídy Cape. Čtyři Austrálií vyřazená plavidla získala pobřežní stráž Malajsie a námořnictvo Srí Lanky.
Od třídy Bay byla odvozena desetikusová série zjednodušených 37,5m hlídkových lodí postavených pro Jemen.

## Stavba
Celkem bylo loděnicí Austal v Hendersonu postaveno osm jednotek této třídy. Dodány byly od února 1999 do srpna 2000.
Jednotky třídy Bay:
| Jméno                       | Spuštěna | Vstup do služby | Status                                                                                  |
| --------------------------- | -------- | --------------- | --------------------------------------------------------------------------------------- |
| Roebuck Bay (ACV 10)        |          |                 | V září 2017 bylo plavidlo poškozeno najetím na jednu z částí Velkého bariérového útesu. |
| Holdfast Bay (ACV 20)       |          |                 | Aktivní.                                                                                |
| Botany Bay (ACV 30)         |          |                 | Aktivní.                                                                                |
| Hervey Bay (ACV 40)         |          |                 | Vyřazena, 3. června 2014 zařazena Srí Lankou jako Rathnadeepa (P351), aktivní.          |
| Corio Bay (ACV 50)          |          |                 | Vyřazena, 30. března 2014 zařazena Srí Lankou jako Minikatha (P350), aktivní.           |
| Arnhem Vay (AVC 60)         |          |                 | Vyřazena, 17. března 2015 zařazena Malajsií jako KM Perwira, aktivní.                   |
| Dame Roma Mitchell (ACV 70) |          |                 | Vyřazena, 1. května 2015 zařazena Malajsií jako KM Satria, aktivní.                     |
| Storm Bay (ACV 80)          |          |                 | Aktivní.                                                                                |

## Konstrukce

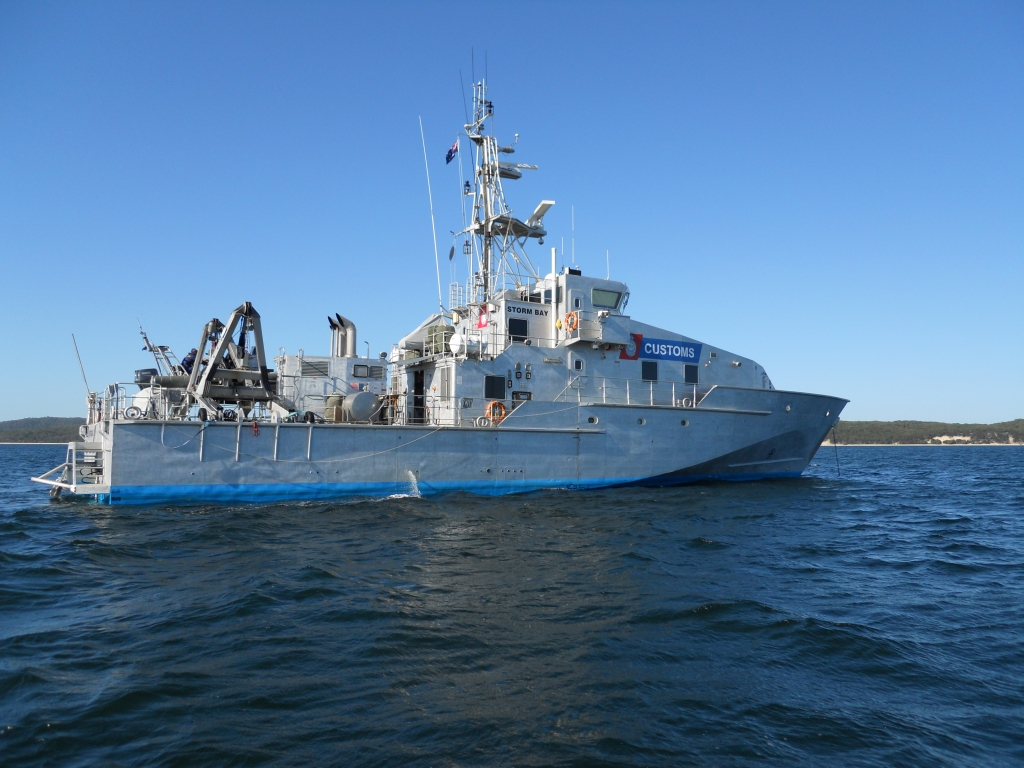
Storm Bay (ACV 80)

Plavidla jsou postavena ze slitin hliníku. Posádku tvoří 12 osob. Výzbroj tvoří jeden 7,62mm kulomet. Na zádi se nacházejí dva rychlé inspekční čluny RHIB. Pohonný systém tvoří dva diesely MTU 16V 2000 M70. Nejvyšší rychlost dosahuje 20 uzlů.

## Zahraniční uživatelé

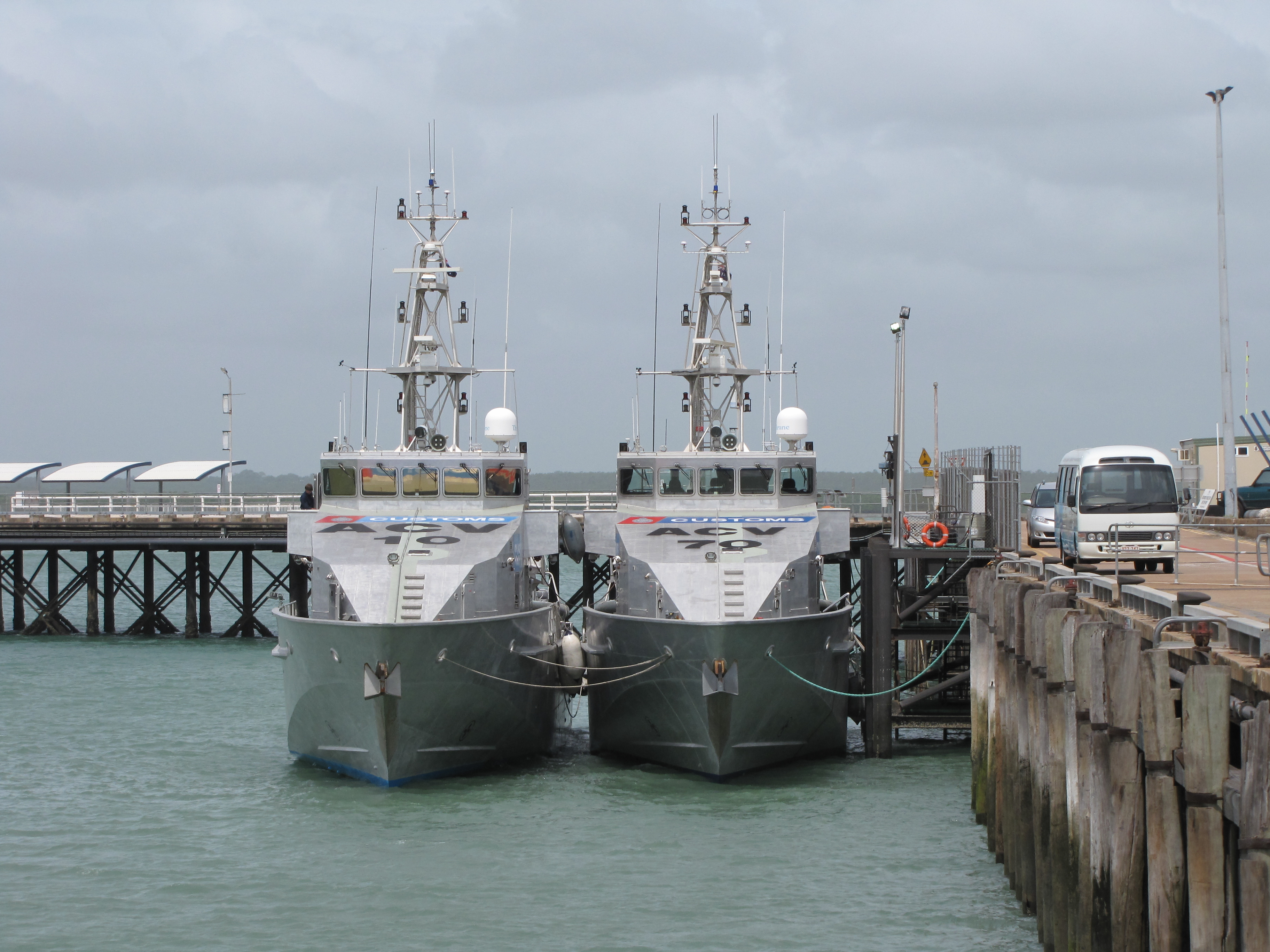
Roebuck Bay (ACV 10) a Dame Roma Mitchell (ACV 70)‎

- Srí Lanka – Hlídkové čluny Hervey Bay (ACV 40)‎ a Corio Bay (ACV 50)‎ byly v roce 2014 darovány Srí Lance.[5]

- Malajsie – Hlídkové čluny Arnhem Vay (AVC  60) a Dame Roma Mitchell (ACV 70)‎ byly roku 2015 darovány Malajsii.[5]

## Operační služba
Austrálie provozuje třídu Bay od roku 1999. Třída je považována za velmi úspěšnou a efektivní konstrukci s nízkými provozními náklady. Například 1. února 2000 hlídkový člun Holdfast Bay zadržel u pobřeží Nového Jižního Walesu jachtu převážející 502 kg kokainu. Tehdy to byla nejúspěšnější protidrogová akce v australské historii.